# Naresh Kumar (ur. 1988)
Naresh Kumar (ur. 10 grudnia 1988) – indyjski zapaśnik walczący w stylu wolnym. Siódmy na mistrzostwach świata w 2014. Piąty na mistrzostwach Azji w 2011. Srebrny medalista mistrzostw Wspólnoty Narodów w 2011, 2013 i brązowy w 2009 roku.